# Survival of the Sickest
Survival of the Sickest – czwarty album w dorobku amerykańskiej grupy Saliva, wydany przez wytwórnię Island Records. 

## Lista utworów
1. „Rock & Roll Revolution” – 4:39
2. „Bait & Switch” – 3:34
3. „One Night Only” – 3:54
4. „Survival Of The Sickest” – 4:07
5. „No Regrets (Volume 2)” – 5:01
6. „Two Steps Back” – 3:33
7. „Open Eyes” – 3:56
8. „Fuck All Y'All” – 3:28
9. „I Want You” – 3:41
10. „Carry On” – 3:30
11. „Razor's Edge” –  3:22(gościnnie Brad Arnold z 3 Doors Down)
12. „No Hard Feelings” – 3:56

Ukryte utwory:
13. „One Second Of Silence” – 0:05

14. „Sex, Drugs, & Rock N' Roll” – 4:17

## Twórcy
- Josey Scott – śpiew, gitara akustyczna, instrumenty perkusyjne
- Wayne Swinny – gitara
- Chris D. – gitara
- Dave Novotny – gitara basowa
- Paul Crosby – perkusja
- Paul Ebersold – produkcja, instrumenty klawiszowe
- Matt Martone – realizacja nagrań
- Skidd Mills – realizacja dźwięku, miks
- Andy Wallace – miks
- Howie Weinberg – mastering
- Robert Sims – okładka